# 2014年鲁甸地震
2014年鲁甸地震发生于北京时间（UTC+8）2014年8月3日16时30分10秒，地震规模为里氏6.5级。震中位于中国云南省昭通市鲁甸县，震源距离地表12千米。震中在昭通市鲁甸县龙头山镇，距离昭通市区约49公里，昆明、重庆、成都、西安等地震感明显。

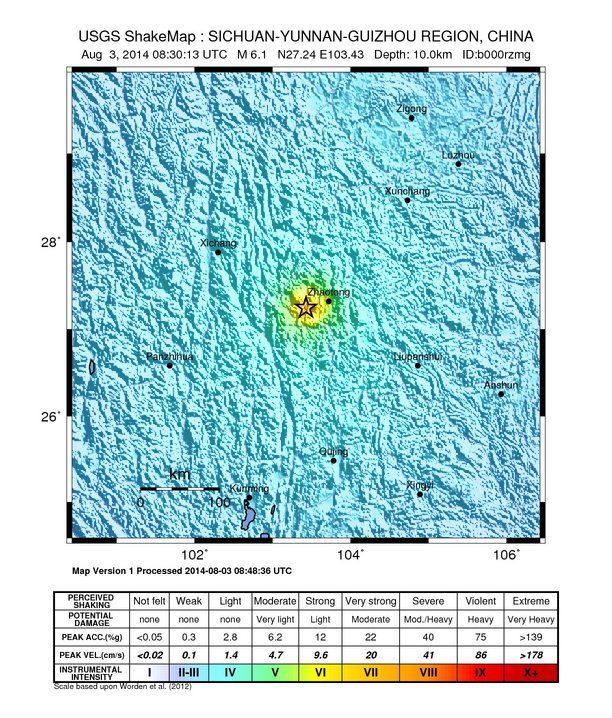
此次地震的震动图，美国地质调查局发布

## 背景
鲁甸县位于云南省东北部，是昭通市下轄的縣之一，人口39.79万人，属国家级贫困县。縣境東西橫距50千米，南北縱距60千米，總面積1519平方千米，其中山區占總面積的87.9%，壩區占12.1%。鲁甸县农村房屋以砖混合土木结构为主，抗震性能差。云南省地震局地震预报研究中心主任苏有锦表示：本次地震的震中位于鲁甸县龙头山镇，处于昭通——鲁甸断裂带，震区200公里范围内历史上有5级以上地震记录44次，2013年震区100公里范围内发生3次5级以上地震。

## 伤亡及损害
| 伤亡 | 鲁甸县                | 巧家县             | 昭阳区           | 会泽县             | 总计                  |
| ---- | --------------------- | ------------------ | ---------------- | ------------------ | --------------------- |
| 死亡 | 0526（8日15时00分）   | 078（8日15时00分） | 1（8日15时00分） | 012（8日15时00分） | 0617（8日15时00分）   |
| 受伤 | 1,713（5日14时30分）  | 290（5日14时30分） | ?                | 370（5日14时30分） | 3,143（8日15时00分）  |
| 失踪 | 000109（8日15时00分） | 003（8日15时00分） | 0                | 000                | 000112（8日15时00分） |

根据云南昭通鲁甸6.5级地震抗震救灾指挥部消息，截至8月8日15时00分初步统计，地震已造成昭通市鲁甸县、巧家县、昭阳区、永善县和曲靖市会泽县108.84万人受灾，617人死亡（其中：鲁甸县526人、巧家县78人、昭阳区1人、会泽县12人），112人失踪（其中：鲁甸县109人、巧家县3人），3,143人受伤（其中截至8月5日14时30分：鲁甸县1713人、巧家县290人、会泽县370人），22.97万人紧急转移安置，2.58万户8.09万间房屋倒塌，4.06万户12.91万间严重损坏，15.12万户46.61万间一般损坏。
此外，截至8月6日地震还造成贵州省毕节市威宁彝族回族苗族自治县1.55万人受灾，7200余人紧急转移安置，700余户1500余间房屋严重损坏，2800余户7000余间一般损坏；四川省凉山彝族自治州宁南县、金阳县1.16万人受灾，近100户500余间房屋严重损坏，400余户2000余间一般损坏。具体灾情正在进一步核查统计中。
受地震影响，牛栏江形成堰塞湖，水位以每小时1.1米的速度持续上涨。会泽县已有54户房屋因水淹没倒塌、11户房屋进水。

## 救援
中共中央总书记习近平、国务院总理李克强对地震作出重要指示批示，并指示国家减灾委秘书长、民政部副部长姜力率有关部门组成的国务院工作组赶赴地震灾区代表党中央、国务院慰问灾区群众，指导救灾工作。
8月4日早上，中共中央政治局常委、国务院总理李克强率有关方面负责人正赶赴云南鲁甸地震灾区，察看灾情，指导抗震救灾工作。下午2时左右，他们到达灾区。消息称因道路严重损毁，他们需徒步5公里。他前往灾区震中龙头山镇视察灾情时，在山区徒步行走时因山路湿滑，不慎滑倒，之后弯腰用泥水洗手。
8月4日11时，根据云南鲁甸6.5级地震灾情发展和《国家自然灾害救助应急预案》国家减灾委决定将国家救灾应急响应等级提升至Ⅰ级。
8月4日14时，中国气象局将地震灾害气象服务Ⅳ级应急响应升级为Ⅲ级应急响应。
8月5日，李克强总理表示，政府会全部承担地震伤员住院的救治费用，以让每个伤员得到精心治疗。
中華人民共和國國家基礎地理信息中心組織技術人員連續作業，緊急對接收到的無人機所獲取的影像進行數據解譯分析，並制作受災地區災後影像圖及三維動態視頻。2014年8月4日13時至15時，經過長達兩小時的飛行，無人機獲取災區30平方公裏的0.2米高分辨率影像，拍攝影像417幅，重點拍攝區域爲已形成堰塞湖的牛欄江紅石岩村段。經初步解譯並綜合其他信息判斷，目前山體滑坡嚴重，堰塞湖水位上漲已近30米，水面面積已爲正常水位的3倍。此外，紅石岩村段的道路損毀達數十處，房屋損毀嚴重。8月5日，國家測繪地理信息局利用4日獲取的無人機影像，制作完成雲南魯甸地震震後首批高分辨率影像圖，圖上可清晰判讀出房屋損毀、道路受阻、山體塌方、水位上漲及堰塞湖等情況。
中華人民共和國國家測繪地理信息局網站在第一時間發布了雲南魯甸地震災區的震前高清影像圖、行政區劃圖和趕制出的震後高清影像圖，並提供下載，供社會公众了解災情使用。

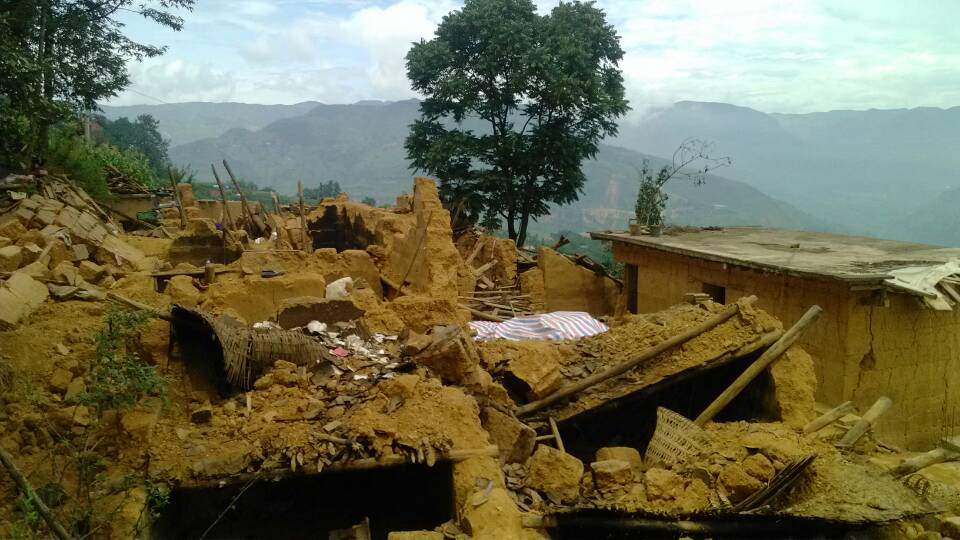
位于震中附近的巧家县包谷垴乡周家坪村受灾情况。

根据云南昭通鲁甸6.5级地震抗震救灾指挥部消息，截至8月8日上午8时整，此次地震共造成22.97万人紧急转移安置，已通过集中安置方式安置29897人、分散安置方式安置71507人、投亲靠友安置方式安置128331人。其中，鲁甸县设有集中安置点5个，集中安置2400人、分散安置44250人、通过投亲靠友安置115246人。巧家县设有集中安置点118个，集中安置25128人、分散安置26271人。昭阳区共搭建帐篷110顶，分散安置986人。永善县通过投亲靠友安置761人。会泽县设有集中安置点2个，集中安置1176人、投亲靠友安置12324人。

截至8月8日下午15时整，中国军队共出动兵力11,224人，出动直升机等装备万余件，累计解救民众460人。

抗震救灾部队还开设4个野战医院，派出19支医疗队和4支防疫队，累计诊治伤病员10,525人；抢通、保通道路172.3公里，并开设热食供应点、供水洗浴站、被服洗涤站等。

## 分析
根据中国地震局的对这次地震的分析，房屋抗震性能差、人口密度高、震源浅等因素是导致仅6.5级的鲁甸地震却造成大量人员伤亡的几个主要原因。此次地震是2000年以来云南省境内发生的最大地震，波及范围广，昭通市鲁甸县、巧家县、昭阳区和曲靖市会泽县均有人员死亡，地震灾害损失严重，特别是鲁甸县人员伤亡惨重。据了解，鲁甸县人口密度每平方公里265人，为全省平均值的2倍，为人口稠密地区。当地经济水平不高，属国家级贫困县，农村房屋以砖混合土木结构为主，普遍未经抗震设防，部分房屋以夯土墙承重且老旧，抗震性能差，这是导致人员伤亡严重的重要原因之一。此外，这次地震震源深度仅有12千米，是典型的浅源地震，地表振动强烈。灾区地形崎岖，构造复杂，地层破碎，又恰值雨季，滚石、滑坡、泥石流、堰塞湖等次生灾害易发。
新京报在5日发表社论指出，在汶川地震后，中国就着手建立“地震预警系统”，在鲁甸地震发生后为云南省各大城市提供了6秒到57秒的预警时间，包括昆明、昭通、丽江、宜宾、凉山、乐山等地的26所学校。社论认为，“由于推广不力，导致预警系统未能在关键时刻挽救人命”，因此“推广地震预警系统已不能再等”。

## 余震
中国地震局报告，截至8月6日晚上20时整共记录到余震总数为763次，其中5.0~5.9级地震0次，4.0~4.9级地震4次，3.0~3.9级地震5次，最大余震为4.2级。

## 各界反應

### 兩岸三地
- 香港：中华人民共和国香港特别行政区行政长官梁振英8月4日代表特区政府和市民向遇难同胞表示哀悼，并对他们的家属及其他受灾同胞致以深切慰问。[24]香港红十字会截至4日下午6时，已经紧急拨款50万港元（约人民币39万元）和调动价值约人民币34.4万元的1000个赈灾“家庭包”支持当地赈灾工作。[25]
- 澳門：中华人民共和国澳门特别行政区行政长官崔世安8月4日向云南地震致哀，并将尽最大努力支持抗震救灾。[26]
- 臺灣：中華民國海峡交流基金会致电海峡两岸关系协会表达关切，并表示大陆方面如有需要，愿提供协助。[27]

### 國際
- 联合国：联合国秘书长潘基文发表声明，对此次地震所造成的生命损失以及房屋和基础设施破坏感到非常难过。他向中国政府和遇难者家属表示哀悼，向受伤者以及其他在这场灾难中受到影响的人表示深切慰问。潘基文还表示，联合国随时准备提供援助。[28]
- 俄羅斯：俄罗斯总统普京向习近平表达了对云南毁灭性地震造成大量人员伤亡的哀悼，并愿在必要时为救灾提供援助。[29]
- 美国：美国白宫国家安全委员会在当地时间3日发表声明，对在此次地震中失去亲人的人们致以诚挚慰问，并表示美国随时准备提供协助。[30]
- 加拿大：加拿大外交部8月3日发表声明，向地震遇难者家属致以深切慰问，并表示随时准备向中国提供协助。[31]
- 日本：日本首相安倍晋三向习近平和李克强发去慰问电。官房长官在4日早上的记者会上表示，驻华大使寺木昌人向中国外交部表明日本有意参与救灾。[10]
- ：韩国总统朴槿惠3日致电习近平，就云南地震表示了慰问。[32]

## 捐赠
截至2014年8月15日17时，云南省（省级）共接收鲁甸地震捐款5.361878亿元（人民币，下同），其中省接收救灾捐赠办公室接收2.19347亿元，省财政厅国库处接收1.78亿元，省慈善总会接收9266.07万元，省红十字会接收2162.25万元，省工商业联合会接收2455.76万元；接收捐物价值5017.86万元，其中：省慈善总会接收1176.69万元，省红十字会接收3841.17万元。部分政府、社会组织、企业、个人的捐款详情如下：

### 政府及社会组织
- 北京市人民政府：1000万元
- 上海市人民政府：1000万元
- 李嘉诚基金会：3000万元
- 张家口市财政局：100万元
- 山西、辽宁、深圳各向灾区捐赠500万元。
- 永善县：100万元
- 澳门红十字会：30万元
- 云南省委组织部：100万元
- 江西省红十字会：10万元
- 美国旧金山侨社：5万美元[36]

### 企业
- 云南省烟草专卖局：1000万元
- 云南中烟工业有限责任公司：1000万元
- 中国石油天然气集团公司：500万元
- 云南省农村信用社联合社：500万元
- 通用电气：捐赠价值300万元医疗设备[37]
- 五粮液：400万元[38]
- 华润集团：500万元[39]
- 万达集团：1000万元
- 腾讯基金会：500万元
- 百度基金会：500万元
- 小米科技：100万元（通过壹基金）
- 网易：300万元[40]
- 奇虎360：300万元[41]
- 京东集团：500万元现金和救灾物资
- 阿里巴巴集团：500万元
- 迅雷公司：宣布向红十字会捐款100万元用于救灾工作，同时迅雷员工也展开捐款。
- 伊利集团：500万元
- 海尔：600万元
- 恒大集团：通过中国扶贫基金会捐赠资金1000万元和200万瓶矿泉水。
- 加多宝集团：通过中国扶贫基金会运送200顶救灾帐篷，并紧急向地震灾区调运加多宝凉茶和昆仑山矿泉水等救灾物资。
- 蒙牛乳业：通过中国红十字会向灾区紧急援助2000箱牛奶。
- 全国台湾同胞投资企业联谊会：捐款200万元人民币
- 旺旺集团：捐款200万元人民币
- 北京市台湾同胞投资企业协会：捐款100万元人民币。[42]
- 中国工商银行：500万元[43]
- 中国建设银行：500万元[44]
- 国家开发银行：500万元[45]
- 苹果公司：1000万元[46]
- 太平洋保险：500万元[47]
- 尼康：300万元[48]
- 三星集团：3000万元[49]
- 招商银行：500万元[50]
- 交通银行：500万元[51]
- 国美集团：500万元[52]
- 中国人民保险：1000万元[53]

### 个人
- 阿迪力·买买提吐热：捐赠价值50万元的一万斤切糕。[54]
- 韩红：100万元[55]
- 黄晓明：10万元[56]
- 张国立：50万元[57]
- 周杰伦：50万元（捐给中国扶贫基金会）[58]
- 何晟铭：50万元[59]

## 纪念

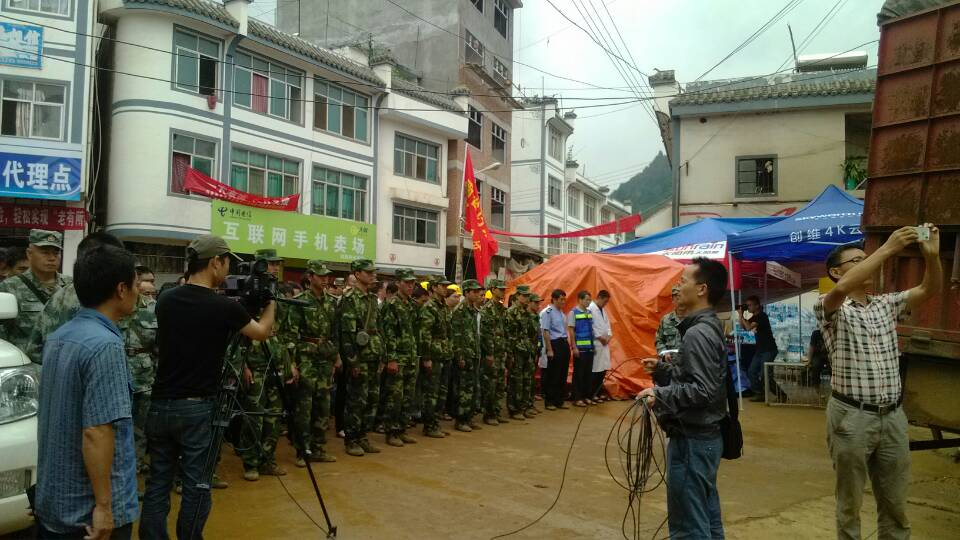
2014年8月10日（鲁甸地震的头七），军民在云南省巧家县的包谷垴乡的赈灾现场举行默哀悼念仪式。

2014年8月10日上午10点起，云南省在各条战线上工作的人员及在广场、商场、公园、车站、码头、机场等公共场所的人员就地驻足默哀3分钟，全省防空警报鸣响，汽车、火车、船舶鸣笛志哀3分钟。当天是中元节，在中国西南地区被称为7月半，当地都会在十点有悼念和默哀的活动。

## 相关事件
- 2014年永善地震

## 争议

### “浑水煮面”报道争议
鲁甸地震发生后，2014年8月4日中央人民广播电台中国之声报道称震中龙头山镇的龙全中学受地震影响，水质比较浑浊，救援人员只能用浑水泡面做饭。
8月5日环球网、《环球时报》报道称经与前方救灾部队求证，“混水煮面”报道为假新闻，相关报道在新浪微博中被中国大陆网友广泛转发。
8月6日中国之声特别报道部回应，称多名中央人民广播电台记者在现场亲眼见证“混水煮面”，反击环球网、《环球时报》相关报道。随后环球网新浪微博转发了时任环球网要闻部副主任郝珺石的声明，承认“浑水煮面”一事属实。不过《环球时报》总编辑胡锡进同时称，该报“辟谣”报道与前方记者的说法并无矛盾。
环球网、《环球时报》对“混水煮面”的“辟谣”，被《新闻记者》杂志评为“2014年10大假新闻”。